# Fort Miller (Californie)
Le fort Miller (originellement, le camp Barbour, puis camp Miller est un ancien fort sur la rive sud du fleuve San Joaquin qui se trouve dans ce qui est actuellement le  comté de Madera en Californie. Il se trouve à 171 mètres (561 pieds) d'altitude. Le site est maintenant immergé dans le lac Millerton (en) formé lors d'édification du barrage de Friant (en) en 1944. Il est enregistré en tant de monument historique de Californie # 584.
À environ 240 kilomètres (150 miles) en amont de Stockton, c'est à l'origine un poste de la milice de Californie (en), le camp Barbour pendant la guerre de Mariposa (en), il devient le poste de l'United States Army camp Miller en 1851, et le fort Miller en 1852, nommé en référence au commandant Albert S. Miller,. L'armée abandonne le poste le 1er décembre 1866.
L'ancienne colonie Rootville, appelée par la suite Millerton (en), s'est développée à proximité du fort à l'ouest sur la route de Stockton à Los Angeles (en) dans ce qui est à l'époque le comté de Mariposa, le comté de Tulare et ensuite le comté de Fresno,.